# تاكاشي أوكامورا
تاكاشي أوكامورا (باليابانية: 岡村 隆史) هو ممثل هزلي ‏ وممثل ياباني، ولد في 3 يوليو 1970 في اليابان.

## وصلات خارجية
- تاكاشي أوكامورا على موقع IMDb (الإنجليزية)
- تاكاشي أوكامورا على موقع ميوزك برينز (الإنجليزية)
- تاكاشي أوكامورا على موقع قاعدة بيانات الفيلم (الإنجليزية)
- تاكاشي أوكامورا على موقع كينوبويسك (الروسية)